# Abraham Kaau Boerhaave
Pour les articles homonymes, voir Boerhaave.
Abraham Kaau Boerhaave, né le 5 janvier 1715 à La Haye et mort le 14 juillet 1758 à Saint-Pétersbourg, est un médecin néerlandais. 

## Biographie
Fils du médecin de La Haye Jakob Kaau (1658-1728) et de son épouse Magdalena Boerhaven (1667-1720), il est baptisé le 8 janvier 1715 à La Haye. En 1733, il commence des études de médecine à l'Université de Leyde où il suit les cours de son oncle Herman Boerhaave, de Bernhard Siegfried Albinus, d'Adriaan van Royen et de Hieronymus David Gaubius. En 1736, il souffre d'une déficience auditive, de sorte qu'il ne peut communiquer qu'en utilisant la langue des signes et des notes écrites.
Après avoir publié le discours latin de gaudiis alchemistarum en 1737, il se fait remarquer et reçoit pour cela une médaille d'or des conservateurs de l'Université de Leyde. En 1738, il obtient son doctorat en médecine avec l'ouvrage de scirrho. Il travaille ensuite comme médecin à La Haye et le 2 novembre 1744, est nommé membre de l'Académie impériale russe des sciences de Saint-Pétersbourg. Sur les conseils de son frère Herman Kaau-Boerhaave (de), il s'installe à Saint-Pétersbourg en 1746 et obtient un emploi à l'hôpital des amiraux. Médecin de l'Empereur de Russie, le 7 novembre 1747, il reçoit la chaire d'anatomie et de physiologie à l'Université de Saint-Pétersbourg. Comme son frère n'a pas d'héritiers, Kaau reçoit la totalité de la succession de son oncle et porte désormais son nom de famille. Il devient célèbre dans le domaine de la médecine vétérinaire et meurt sans laisser de descendance.

## Publications
- 1737 puis 1743 : Oratio de gaudiis alchemistarum, Leyde
- 1738 : Dissertatio inauguralis de squirrho, Leyde
- 1738 et 1745 : Perspiratio Hippocrati dicta anatomice illustrata, Leyde (Lire en ligne)
- 1745 : Impetum faciens dictum Hippocrati per corpus consentiens philologice et physiologice illustratumm observationibus et experimentis passim firmatum, Leyde (En ligne)
- 1754 : Historia anatomica infantis, cujus pars corporis inferior monstrosa, Saint-Pétersbourg (En ligne)
- 1750 et 1752 : Sermo academicus de iis, quae virum medicum perficiunt et exornant Petropoli habitus, Saint-Pétersbourg et Leyde (En ligne)